# Porcellio babilonus
Porcellio babilonus is een pissebed uit de familie Porcellionidae. De wetenschappelijke naam van de soort is voor het eerst geldig gepubliceerd in 1993 door Rodriguez & Barrientos.